# NGC 306
NGC 306 (ook wel  ESO 29-SC23) is een open sterrenhoop in de Kleine Magelhaense wolk, die zich bevindt in het sterrenbeeld Toekan.
NGC 306 werd op 4 oktober 1836 ontdekt door de Britse astronoom John Herschel.